# Hylarana daemeli
Hylarana daemeli är en groddjursart som först beskrevs av Franz Steindachner 1868.  Hylarana daemeli ingår i släktet Hylarana och familjen egentliga grodor. IUCN kategoriserar arten globalt som livskraftig. Inga underarter finns listade i Catalogue of Life.